# ジョーンズ・アンド・ロックリン・スチール

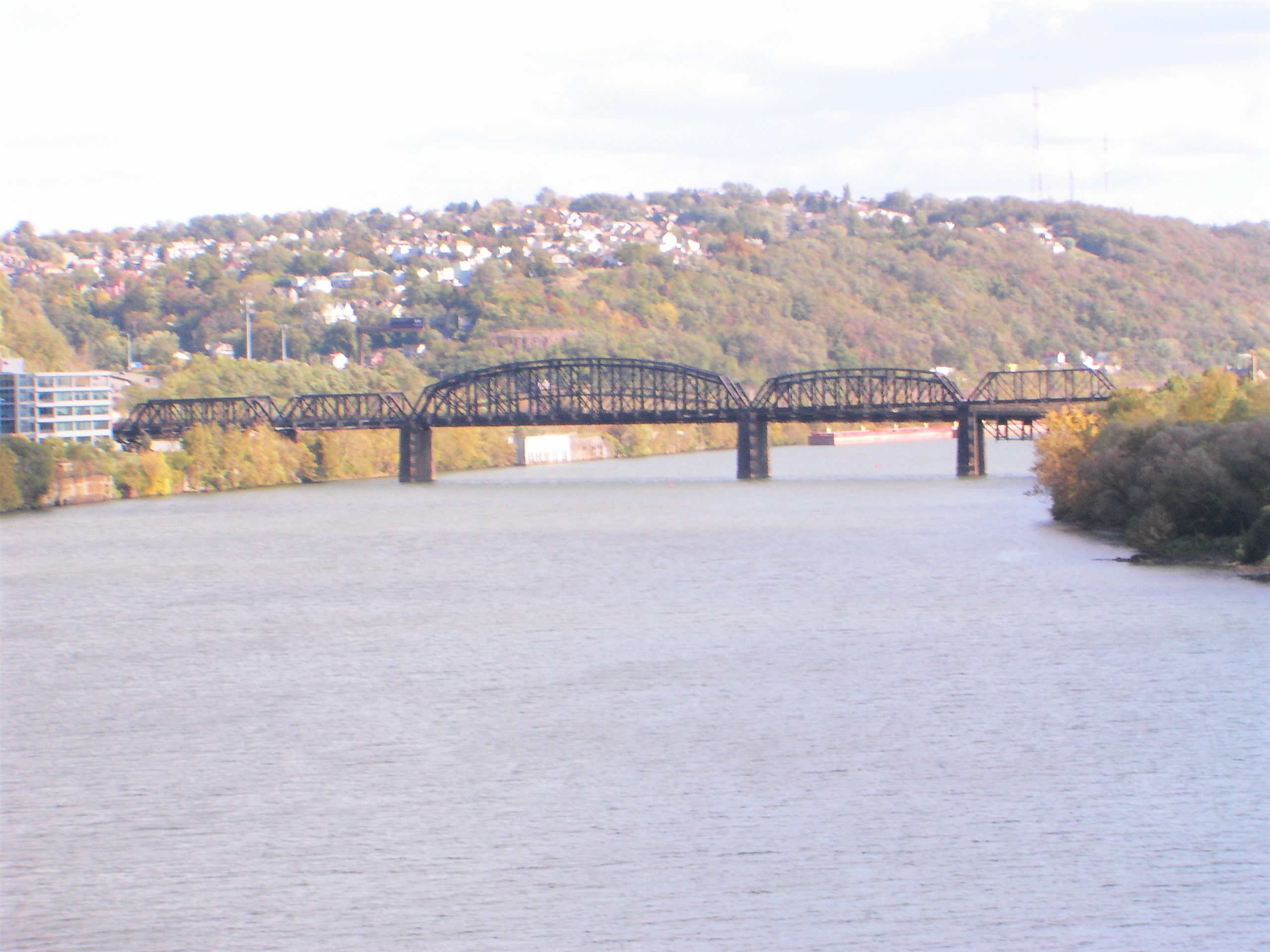
モノンガヒラ川にかかる「ホット・メタル橋」

ジョーンズ・アンド・ロックリン・スチール（英語: Jones and Laughlin Steel Company  ）は「J&L」（発音はJane Ell）または「J&L Steel」とも呼ばれていて、アメリカ合衆国ペンシルベニア州ピッツバーグのダウンタウン近くに本社工場を構える鉄鋼メーカーであった。1852年にバーナード・ロース（Bernard Lauth）とB.F.ジョーンズ（B. F. Jones）によって設立され、翌々年にはロースの持ち株がジェームズ・ロックリン（James H. Laughlin）に買われている。キャサリン・ヘプバーンの母親側の叔父は、この工場で長らく技術者として働いていた。

## 短史
ジョーンズ・アンド・ロックリン・スチールは1852年にバーナード・ロース（Bernard Lauth）とB.F.ジョーンズ（B. F. Jones）によって設立され、翌々年はロースの持ち株がジェームズ・ロックリン（James H. Laughlin）に買われている。始めは高炉があるだけの製鉄会社であったが、1886年から他の工場で鋼鉄の生産も始めた。高炉工場はペンシルベニア州ピッツバーグのダウンタウンから4キロメートル南東のモノンガヒラ川に沿って建てられ、その後その他の工場がこの川添いと、ダウンタウンでアレゲニー川と合流してできるオハイオ川添いに建てられたので、モノンガヒラ川上には「ホット・メタル橋」（Hot Metal Bridge、ピッツバーグ市歴史建造物）が掛けられて、半製品の運搬をスムーズにした。
1905年にはオハイオ川に沿ったアリクィッパ（Aliquippa）に新工場建設された。ジョーンズ・アンド・ロックリン・スチールは「J & L」（発音はJane Ell）または「J&L Steel」とも呼ばれていて、近くに炭鉱を持っていた時期もあった。当時アンドリュー・カーネギーが作った巨大なカーネギー製鋼会社（Carnegie Steel Company、その後のU.S.スチール）に対して、ピッツバーグでは唯一の対抗会社であった。
L&Jが注目を浴びたのは、1968年5月にコングロマリットのリング・テムコ・ボート（L-T-V）が63パーセントの株式を買う提案をした事件で、翌月J&Lはこれに同意して買われ、1974年にはL-T-VはL&Jを完全に配下に置いた。1981年には、オハイオ川のさらに下流のオハイオ州にヤングスタウン鋼板・製管工場（Youngstown Sheet and Tube）を建設した。1984には、リパブリック・スチール（Republic Steel）と合併して、LTVスチール（LTV Steel）となっている。

## 熱間圧延から混合開発へ
以前高炉があった工場用地（モノンガヒラ川の北側）は「南オークランド学研センター」（Pittsburgh Technology Center）として再開発された。またサウス工場（SouthSide Works）用地は住宅用に再開発された。両用地を結ぶ「ホット・メタル橋」は人道兼バイク用道路とされて、これはアレゲーニー山脈を超えて行く「大アリゲニー遊歩道」（Great Allegheny Passage）の一部となっている。